# Acnephalum cylindricum
Acnephalum cylindricum là một loài ruồi trong họ Asilidae. Acnephalum cylindricum được Oldroyd miêu tả năm 1974. Loài này phân bố ở vùng nhiệt đới châu Phi.